# Distretto del Siang Occidentale
Il distretto del Siang Occidentale è un distretto dell'Arunachal Pradesh, in India. Il suo capoluogo è Along.